# Pleuraphodius subteter
Pleuraphodius subteter är en skalbaggsart som beskrevs av Rudolph Petrovitz 1962. Pleuraphodius subteter ingår i släktet Pleuraphodius och familjen Aphodiidae. Inga underarter finns listade i Catalogue of Life.